# Tom Lyle
Pour les articles homonymes, voir Lyle.
Thomas Lyle (né le 2 novembre 1953 à Jacksonville (Floride) et mort le 19 novembre 2019) est un artiste de comics américain qui est surtout connu pour son travail sur Starman et Robin pour DC Comics.

## Biographie
Tom Lyle s'est d'abord fait connaître en tant que dessinateur sur Starman de DC Comics avec l'écrivain Roger Stern,. L'équipe créative a introduit le deuxième Blockbuster dans Starman n° 9 (avril 1989).
Lyle a travaillé sur la première série limitée de Robin avec l'écrivain Chuck Dixon. La série a eu de nombreuses réimpressions des premiers numéros et fut suivie de deux miniséries – Robin II: Joker's Wild et Robin III: Cry of the Huntress, réalisées par la même équipe créative. Dixon et Lyle ont co-créé l'Electrocutioner dans Detective Comics n° 644 (mai 1992) et Stéphanie Brown dans Detective Comics n° 647 (août 1992).
Le projet suivant de Tom Lyle, The Comet, fut pour le label Impact Comics de l'éditeur DC Comics, sur lequel il a dessiné et participé au scénario avec l'auteur Mark Waid.
Chez Marvel Comics, Lyle a co-créé le personnage Annex dans The Amazing Spider-Man Annual n° 27 avec l'écrivain Jack C. Harris. En tant que dessinateur de Spider-Man, Lyle a été l'un des artistes ayant travaillé sur les intrigues Maximum Carnage et Clone Saga qui ont parcouru les différents titres de Spider-Man. À ce moment, il a conçu le costume original avec le sweat à capuche rouge et bleu porté par Scarlet Spider, un clone de Spider-Man.
Les autres travaux de Tom Lyle pour Marvel incluent The Punisher vol. 3 avec l'écrivain John Ostrander et Warlock qu'il a écrit lui-même.
Il est également l'artiste sur la bande dessinée Chickasaw Aventures.
À partir de 2005, il enseigne l'art séquentiel au Savannah College of Art and Design.
Il meurt le 19 novembre 2019 des suites d'un anévrisme ayant eu lieu en octobre.